# 片道切符
『片道切符』（かたみちきっぷ）は、和田尚子による日本の漫画作品のシリーズ。

## 概要
1994年から1999年まで『デラックスマーガレット』および『別冊マーガレット』（いずれも出版元は集英社）にて連載されていた。各話ごとにタイトルが異なり、それらを総じて片道切符シリーズと呼ぶ。
集英社文庫（コミック版）より、『片道切符』のタイトルで全6巻が刊行されている。なお、最初に刊行されたマーガレットコミックス（集英社）の単行本は、巻ごとにタイトルが異なり、また1巻目の『片道切符』を除いてタイトルには「片道切符シリーズ」が併記されていたが、文庫版でのタイトルはすべて『片道切符』に統一されている。

## あらすじ
真面目な優等生の中園麻里と、バスケ一辺倒の武来杏の恋愛を描く。
受験を間近に控え、高校生活最後の思い出を作りたいと、バスケ部のマネージャーの友達に嘘をつくのを協力してもらい、代理マネージャーとして、少しでも傍で過ごそうと計画した麻里。
少しだけ関係が近付けたかに思えたが、すぐにその嘘はバレてしまい、武来との関係も最悪な形で終わりを告げてしまう。
再び受験勉強に集中し、センター試験の当日を迎えた麻里は、駅で武来と遭遇。苦しい恋になるのを覚悟で、武来に思いの丈を告げる。
一途に武来を想い続ける麻里の気持ちも、やがて武来に届き、2人は恋人同士に。お互いかけがえのない存在となっても、2人を隔てる様々な事柄、2人の未来は……。

## 登場人物
中園 麻里（なかぞの まり）
IQ180を超える頭脳の持ち主で、「天才」をもじって「天ちゃん」と呼ばれている。全国模試では常に上位10位以内に入る。
高校卒業後は、T大へ入学。色々な人との出会いを経て、養護学校の教師を目指すようになる。
名前の由来は作者の友人の娘。
武来 杏（ぶらい きょう）
バスケ一辺倒でぶっきらぼうな性格。大学でもバスケを続け、努力の結果1年生でスタメン入りの快挙を果たす。大学卒業後は実業団のチームに入る。「女は面倒くさい」という考えの持ち主。「15歳以下とバスト83cm以下」を女と見なしていない。
名前の由来はブライアン・アダムス。
実家は酒屋。兄と弟がおり、母親は末弟の早産が原因で体を壊し、死亡。兄曰く、「人に甘えることを知らずに育った」。
花井 律子（はない りつこ）
杏の幼なじみ。家は精肉店。
酒に酔った親同士が、「将来杏と律子を結婚させる」約束をした。杏のことが好きで、『そんな約束に頼らないで、杏の心も杏の家族の信頼も勝ち取る』と麻里に宣言する。酒屋の手伝いもよくしており、杏の家族とも仲が良い。
矢野 美根子（やの みねこ）
麻里とは幼稚園以来の幼なじみ。美子（みこ）と呼ばれている。高校ではバスケ部のマネージャーをしている。高校卒業後はOLに。その後、博多へ転勤となり、会社の先輩と電撃結婚をする。
須田（すだ）
バスケ部の部長。武来の親友。
章子（しょうこ）
須田の彼女。背が低く童顔で、大学の時再会した麻里には中学生と間違えられるほど。須田の家族にも公認の仲。番外編『ハッピーエンドの一片』シリーズの主人公。

## 各話一覧

### 本編
| タイトル    | 掲載誌                 | 掲載号           | 単行本       | 文庫版 |
| ----------- | ---------------------- | ---------------- | ------------ | ------ |
| 片道切符    | デラックスマーガレット | 1994年11月号     | 片道切符     | 第1巻  |
| 各駅停車    | デラックスマーガレット | 1995年5月号      | 片道切符     | 第1巻  |
| 途中下車    | デラックスマーガレット | 1995年7月号      | 途中下車     | 第1巻  |
| 始発電車    | デラックスマーガレット | 1995年9月号      | 途中下車     | 第1巻  |
| 浪漫鉄道    | デラックスマーガレット | 1995年11月号     | 途中下車     | 第1巻  |
| 月の駅舎    | デラックスマーガレット | 1996年1月号      | 時間旅行     | 第2巻  |
| 時間旅行    | デラックスマーガレット | 1996年5月号      | 時間旅行     | 第2巻  |
| 時間旅行II  | デラックスマーガレット | 1996年11月号     | 時間旅行     | 第2巻  |
| 時間旅行III | デラックスマーガレット | 1997年5月号      | 夜間飛行     | 第2巻  |
| 夜間飛行    | デラックスマーガレット | 1997年7月号      | 夜間飛行     | 第3巻  |
| 夜間飛行II  | デラックスマーガレット | 1997年9月号      | 夜間飛行     | 第3巻  |
| 天然航路    | デラックスマーガレット | 1997年11月号     | 銀河列車     | 第3巻  |
| 聖夜迷路    | デラックスマーガレット | 1998年1月号      | 銀河列車     | 第3巻  |
| 銀河列車    | デラックスマーガレット | 1998年3月号      | 銀河列車     | 第3巻  |
| 春色歩道    | デラックスマーガレット | 1998年5月号      | 春色歩道     | 第4巻  |
| 春色歩道II  | デラックスマーガレット | 1998年7月号      | 春色歩道     | 第4巻  |
| 真夏門扉    | デラックスマーガレット | 1998年8月号増刊  | 春色歩道     | 第4巻  |
| 真夏門扉II  | デラックスマーガレット | 1998年9月号      | 初冬街路     | 第4巻  |
| 秋雨虹橋    | デラックスマーガレット | 1998年11月号     | 初冬街路     | 第4巻  |
| 初冬街路    | デラックスマーガレット | 1998年12月号増刊 | 初冬街路     | 第4巻  |
| 初冬街路II  | デラックスマーガレット | 1999年1月号      | 初冬街路     | 第4巻  |
| 卒業旅行    | デラックスマーガレット | 1999年3月号      | 湾岸道路(前) | 第5巻  |
| 湾岸道路I   | 別冊マーガレット       | 1999年5月号      | 湾岸道路(前) | 第5巻  |
| 湾岸道路II  | 別冊マーガレット       | 1999年6月号      | 湾岸道路(前) | 第5巻  |
| 湾岸道路III | 別冊マーガレット       | 1999年7月号      | 湾岸道路(前) | 第5巻  |
| 湾岸道路IV  | 別冊マーガレット       | 1999年8月号      | 湾岸道路(後) | 第5巻  |
| 湾岸道路V   | 別冊マーガレット       | 1999年9月号      | 湾岸道路(後) | 第5巻  |
| 湾岸道路VI  | 別冊マーガレット       | 1999年10月号     | 湾岸道路(後) | 第5巻  |
| 片道切符'99 | 別冊マーガレット       | 1999年12月号     | 湾岸道路(後) | 第6巻  |

### 番外編
武来の親友・須田と、その彼女・章子の物語。連載時期はこちらの方が先である。
| タイトル             | 掲載誌                 | 掲載号       | 単行本               | 文庫版            |
| -------------------- | ---------------------- | ------------ | -------------------- | ----------------- |
| ハッピーエンドの一片 | デラックスマーガレット | 1993年11月号 | ハッピーエンドの一片 | 「片道切符」第6巻 |
| ハッピーエンドの二片 | デラックスマーガレット | 1994年3月号  | ハッピーエンドの一片 | 「片道切符」第6巻 |
| ハッピーエンドの三片 | デラックスマーガレット | 1994年7月号  | ハッピーエンドの一片 | 「片道切符」第6巻 |
| ハッピーエンドの四片 | デラックスマーガレット | 1994年9月号  | ハッピーエンドの一片 | 「片道切符」第6巻 |